# Smashburger
 Der er for få eller ingen kildehenvisninger i denne artikel, hvilket er et problem. Du kan hjælpe ved at angive troværdige kilder til de påstande, som fremføres i artiklen.

Smashburger er en amerikansk restaurant i en cafébutik med mere end 370 firmaejede og forpagterejede (franchise) virksomheder, der opererer i 37 delstater i U.S.A. og 9 lande.